# Girl Trouble (film 1942)
Girl Trouble è un film del 1942 diretto da Harold D. Schuster.
È una commedia romantica statunitense con Don Ameche, Joan Bennett e Billie Burke.

## Trama
Durante la seconda guerra mondiale, Pedro, il figlio di un coltivatore venezuelano, si reca a New York per l'azienda di famiglia. Incontra June Delaney, una donna americana, una mondana in una fase della sua vita molto sfortunata. June affitta il suo appartamento al sudamericano e diventa la sua domestica personale. Alla fine si innamorano.

## Produzione
Il film, diretto da Harold D. Schuster su una sceneggiatura di Robert Riley Crutcher e Ladislas Fodor con il soggetto di Vicki Baum, Guy Trosper e dello stesso Fodor, fu prodotto da Robert Bassler per la Twentieth Century Fox Film Corporation. I titoli di lavorazione furono Man from Brazil e Between You and Me.

## Distribuzione
Il film fu distribuito negli Stati Uniti dal 9 ottobre 1942 al cinema dalla Twentieth Century Fox Film Corporation.
Altre distribuzioni:
- in Portogallo il 31 maggio 1943 (Sarilhos de Saias)
- in Brasile (Cuidado com as Saias)

## Promozione
La tagline è: "It's a riot... you won't deny it!".